# NGC 55
NGC 55也稱為珍珠串星系（英語：String of Pearls Galaxy），是位於星座玉夫座的一個麥哲倫型棒旋星系，距離我們約650萬光年。天文學家詹姆士·敦洛普於1826年7月7日發現了它。它和它的鄰居NGC 300一樣，是離本星系群最近的星系之一，可能位於銀河系和玉夫座星系群之間，估計其質量為（2.0 ± 0.4）× 1010M☉。

## 附近星系和星系群資訊
NGC 55和螺旋星系NGC 300傳統上被認定為玉夫座星系群的成員，這是同名星座中附近的星系群。然而，最近的距離量測表明，這兩個星系實際上只是前景星系。
NGC 55和NGC 300很可能形成一對引力束縛對。

## 視覺外觀
《韋伯學會深空觀察者手册》對NGC 55寫了如下的描述：「近邊緣，不對稱，凸起附近有一些塵埃的迹象，凸起呈彌漫狀，寬闊，有些細長，南緣鋒利；在凸起的東南部，它强烈彎曲，並排列著4或5個微弱的節；曲線的北緣很陡。」伯納姆稱其為「南方天空中傑出的星系之一」，有點像大麥哲倫星雲的縮小版。

## 註解
1. ^ 平均(6.9 ± 0.7,[3]7.5 ± 1.1[4]) = ((6.9 + 7.5) / 2) ± ((0.72 + 1.12)0.5 / 2) = 7.2 ± 0.7

## 外部連結
- NGC 55 in Sculptor （页面存档备份，存于）
- SEDS: Spiral Galaxy NGC 55
- WikiSky上关于NGC 55的内容：DSS2, SDSS, GALEX, IRAS, 氢α, X射线, 天文照片, 天图, 文章和图片

| 天文學目錄     | 天文學目錄                                           | 天文學目錄 |
| -------------- | ---------------------------------------------------- | ---------- |
| NGC天體表：    | NGC 53 - NGC 54 - NGC 55 - NGC 56 - NGC 57           |            |
| 主要星系目录： | PGC 1012 - PGC 1013 - PGC 1014 - PGC 1015 - PGC 1016 |            |